# Basket Rimini 1992-1993
Questa voce raccoglie le informazioni riguardanti il Basket Rimini, sponsorizzato Marr, nelle competizioni ufficiali della stagione 1992-1993.

## Verdetti stagionali
- Campionato di Serie A1:
  - stagione regolare: 13º posto su 16 squadre (bilancio di 10 vittorie e 20 sconfitte);
  - play-out di A1 / play-off di A2: 3º posto su 6 squadre nel girone giallo;
    - retrocessione in Serie A2.

## Stagione
Dopo la doppia promozione, Rimini torna nella massima serie e lo fa scegliendo come capoallenatore Massimo Bernardi, che fino a quel momento era stato il vice di Piero Pasini ed allenatore delle giovanili riminesi.
Inizialmente la guardia americana era J.J. Eubanks, che ha giocato le prime 4 partite per poi essere tagliato nonostante i suoi 32,5 punti di media ed essere sostituito da Larry Middleton.
La Marr termina il girone di andata al 13º posto, stessa posizione ottenuta al termine della regular season. Il piazzamento costringe i romagnoli ai play-out, misti con squadre di A1 e di A2.
Alla terzultima giornata dei play-out, Rimini potrebbe ipotecare la salvezza con l'eventuale vittoria sul campo di una Burghy Modena praticamente fuori dai giochi, ma a vincere sono proprio i padroni di casa emiliani. Nel corso dell'estate si scopre poi che, in vista di quel Modena-Rimini, la Fortitudo Bologna aveva pagato giocatori e staff della stessa Burghy Modena come incentivo ad impegnarsi per battere i riminesi. Per questo illecito sportivo, la Fortitudo verrà condannata a una penalizzazione di 6 punti da scontare nel campionato 1993-1994, mentre nel caso della società modenese (che nel frattempo era stata ceduta a Udine) i punti di penalizzazione saranno 3.
L'ultimo incontro dei play-off, decisivo, viene disputato in trasferta contro la diretta concorrente Fortitudo Bologna targata Mangiaebevi: Rimini ha la palla del sorpasso durante gli ultimi secondi dell'incontro, ma l'arbitro Pietro Pallonetto fischia una contestatissima infrazione di tre secondi ad Israel, chiudendo di fatto la partita. La Mangiaebevi conquista così l'ultimo posto utile e sale in A1 a dispetto della Marr.

## Roster
| Giocatori |
| --------- |

|  | Naz.               | Ruolo | Sportivo             | Anno | Alt. |  |  |
|  | ------------------ | ----- | -------------------- | ---- | ---- |  |  |
|  | Italia (bandiera)  | C     | Roberto Terenzi      | 1960 | 204  |  |  |
|  | Italia (bandiera)  | C     | Renzo Semprini       | 1972 | 207  |  |  |
|  | Brasile (bandiera) | C     | Israel Andrade       | 1960 | 206  |  |  |
|  | Italia (bandiera)  | A     | Silvano Dal Seno     | 1958 | 202  |  |  |
|  | Italia (bandiera)  | A     | Juri Altini          | 1968 | 198  |  |  |
|  | Italia (bandiera)  | A     | Massimo Ruggeri      | 1972 | 204  |  |  |
|  | Italia (bandiera)  | A     | Franco Ferroni       | 1972 | 203  |  |  |
|  | Italia (bandiera)  | PG    | Massimiliano Romboli | 1971 | 192  |  |  |
|  | Italia (bandiera)  | P     | Paolo Calbini        | 1972 | 183  |  |  |

| Staff tecnico                |
| ---------------------------- |
| Allenatore: Massimo Bernardi |

| Giocatori acquisiti a stagione in corso |
| --------------------------------------- |

|  | Naz.                   | Ruolo | Sportivo                       | Anno | Alt. |  |  |
|  | ---------------------- | ----- | ------------------------------ | ---- | ---- |  |  |
|  | Stati Uniti (bandiera) | G     | Larry Middleton dal 18 ottobre | 1965 | 190  |  |  |
|  | Italia (bandiera)      | GA    | Matteo Panzeri dal 25 ottobre  | 1973 | 195  |  |  |

| Giocatori ceduti a stagione in corso |
| ------------------------------------ |

|  | Naz.                   | Ruolo | Sportivo                         | Anno | Alt. |  |  |
|  | ---------------------- | ----- | -------------------------------- | ---- | ---- |  |  |
|  | Stati Uniti (bandiera) | G     | J.J. Eubanks fino all'11 ottobre | 1968 | 197  |  |  |

 LegaBasket: Dettaglio statistico (archiviato dall'url originale il 22 febbraio 2012).